# Bambou (film)
Pour les articles homonymes, voir Bambou (homonymie).
Pour plus de détails, voir Fiche technique et Distribution.
Bambou est un film français réalisé par Didier Bourdon, sorti en 2009.

## Synopsis
Alain (Didier Bourdon) voudrait bien être père mais sa femme, Anna (Anne Consigny), a d'autres ambitions que d'être mère au foyer. Alors que celle-ci accepte l'opportunité de faire carrière comme pianiste, Alain se retrouve avec un cocker prénommé Bambou, avec qui il n'a pas beaucoup d'atomes crochus. Alors que sa femme s'éloigne petit à petit, il perd son boulot et côtoie des voyous. Il va finir par se rendre compte que Bambou est la seule chose qui le lie à sa femme.

## Fiche technique
- Titre : Bambou[1]
- Réalisation : Didier Bourdon
- Scénario : Didier Bourdon, Michel Delgado et Albert Algoud
- Direction artistique :
- Musique : Reinhardt Wagner et Éric Chevallier
- Décors : Frédéric Bénard
- Costumes : Nathalie Du Roscoat
- Photographie : Pascal Caubère
- Son : Jean Minondo
- Montage : Jeanne Kef
- Production : Marc Sillam et Eric Heumann
  - Production déléguée : Pierre Grunstein
- Société de production : Paradis Films
- Société de distribution :  France : Océan Films
- Budget : 9 millions d'euros[2].
- Pays d'origine :  France
- Langue originale : français
- Format : couleur - Son : Dolby SRD - 1,85:1 - Format 35 mm
- Genre : comédie
- Durée : 90 minutes
- Dates de sortie :
  -  France : 8 juillet 2009
  -  Suisse romande : 8 juillet 2009[3]
  -  Belgique : 15 juillet 2009

## Distribution
- Didier Bourdon : Alain Lenoir
- Anne Consigny : Anna Chevalier
- Pierre Arditi : Reynald Van Nuyten
- Eddy Mitchell : Dr Pages
- Hélène Patarot : Mme Moon Tchang
- Anny Duperey : Kaki
- Virginie Hocq : Mylène
- Jean-Pierre Tagliaferri : Angelo
- Éric Fraticelli : Benji
- Adeline Zarudiansky : Charlotte
- Macha Béranger : Françoise
- Axelle Abbadie : Geneviève Nevers
- Patrick Guillemin : M. de France
- Delphin Lacroix : Splif
- Isabelle Tanakil : Mme Cassagne
- Farida Rahouadj : la D.R.H
- Jarry : Loïc, le collègue et ami d'Alain

## Autour du film
Il s'agit du dernier film avec Macha Béranger, décédée le 26 avril 2009 des suites d'un cancer.

### Dressage

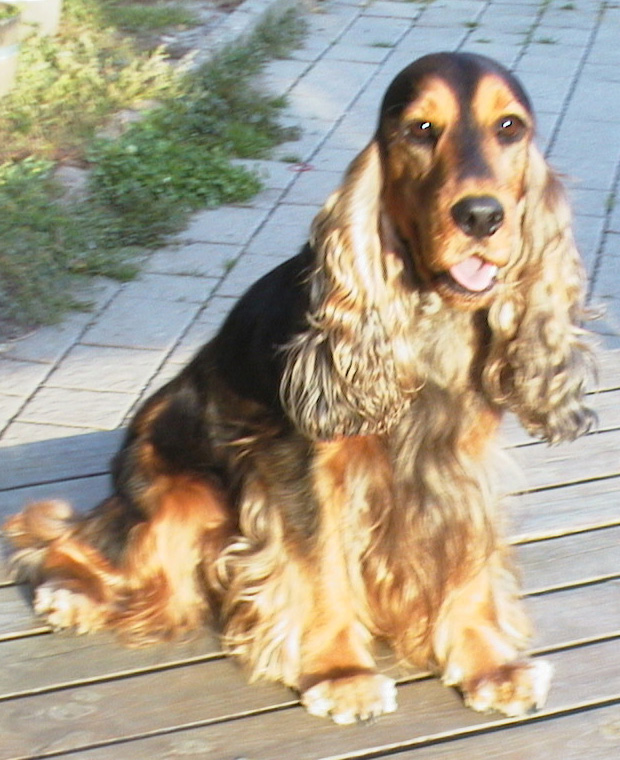
Un cocker du type de celui qui joue dans Bambou

Le dressage du cocker est assuré par Patrick Pittavino, qui avait travaillé, entre autres, sur le film L'Ours de Jean-Jacques Annaud.
Quatre chiens ont joué le rôle de Bambou mais l'un d'entre eux a joué 90 % des scènes :

« Au total, j'ai choisi quatre chiennes pour nous couvrir en cas de problème, d'autant que celle qui convenait le mieux à Didier du point de vue morphologique n'avait pas toutes les aptitudes requises. Mais j'ai surtout travaillé avec deux chiennes : la première a assuré près de 90 % du tournage et la deuxième nous a servi pour les scènes les plus rythmées. »

### Réception critique
- Paris Match, Alain Spira[6] :

« Cette comédie (...) tire un peu sur la laisse de son scénario, mais le capital sympathie de Bourdon (...) fait qu'il serait cruel d'abandonner ce film sur la route des vacances. »

- Première, Jean-Baptiste Drouet[7] :

« (...) On sait depuis Hercule et Sherlock de Jeannot Szwarc que la comédie canine est un genre casse-gueule qui requiert tout le talent d’un Chabat (Didier) pour faire mouche. Et on sait depuis Vidéo gag que se poiler sur les bêtises d’un clébard est une distraction très limitée. Reprenant l’esprit irrévérencieux des Inconnus, Didier Bourdon a la bonne idée de lâcher son cocker dans une société française où rien ne va plus, au sein des entreprises comme dans les couples. Mais utiliser une chienne pour rire de nos vies de chiens aurait accouché d’un banal téléfilm sans le souffle délirant d’un scénario dingo servi par d’excellents seconds rôles (Eddy Mitchell, grandiose en psy canin, Arditi, impeccable en crétin suffisant). »

- Studio Ciné Live, Laurène Guillaume[8] :

« Côté atouts : Bourdon lui-même, toujours très bon dans la peau de ce Woody Allen sous Prozac, et sa mise en scène qui a gagné en fluidité. Les points faibles eux sont malheureusement nombreux, à commencer par cette succession d’éléments parasites (la femme de ménage asiatique, le chef d’orchestre obséquieux…) qui masquent mal les faiblesses d’un scénario qui peine à se régénérer lui-même. À l’instar de ses personnages, Bourdon devrait penser à parasiter son ouvrage. »

- Le Journal du dimanche, Jean-Pierre Lacomme[7] :

« Si Didier Bourdon possède une vis comica certaine, ici rien de fonctionne. Les vacances portent à l'indulgence mais espérer faire rire en mettant des couches-culottes à un chien confine à l'indigence. »

- Le Monde, Jacques Mandelbaum[7] :

« Didier Bourdon signe un film d'une grande platitude, dénué de rythme, et au scénario à la limite du vraisemblable. »

- Dvdrama, H. Ballan[9] :

« Avec Bambou, Didier Bourdon nous offre un film visiblement fait avec le cœur. Une comédie qui tient autant de la farce contemporaine que de la déclaration d'amour à l'attention du « meilleur ami de l'homme ». Mais Bambou est aussi un film qui, malgré les meilleures intentions du monde, souffre principalement d'un scénario pas super inventif auquel s'adjoint une mise en scène parfois poussive. Pire, notre trio de scénaristes semble faire preuve d'un réel manque d'imagination tant le filon animalier n'est pas vraiment exploité. »

### Box-office
Le film est sorti en France dans 355 salles, n'est resté dans le top 20 que 2 semaines avec 130 742 entrées.
| Pays ou région | Box-office      | Date d'arrêt du box-office | Nombre de semaines |
| -------------- | --------------- | -------------------------- | ------------------ |
| France         | 130 742 entrées | 21 juillet 2009            | 2 semaines         |
| Suisse romande | 311 entrées     | Final                      | -                  |